# Kaperei
Als Kaperei bzw. als Freibeuterei werden Gewaltakte und Plünderungen auf See von dazu staatlich beauftragten privaten Seefahrern bezeichnet. Vom Mittelalter bis Anfang des 19. Jahrhunderts war es eine international übliche Praxis, dass Staaten oder Souveräne zur Unterstützung ihrer Seestreitkräfte in Kriegszeiten, aber auch im Frieden,  private Seefahrer mittels Kaperbrief autorisierten, in ihrem Namen Schiffe feindlicher oder konkurrierender Nationen zu kapern, zu plündern oder zu versenken. Kaperei war vor allem gegen den feindlichen Seehandel gerichtet (Handelskrieg). Anstatt eines Solds erhielten diese Seefahrer das Recht, die Kriegsbeute (Prise) teilweise oder ganz einzubehalten. Mit Unterzeichnung der Pariser Seerechtsdeklaration vom 16. April 1856 begann die allmähliche internationale Ächtung der Kaperei.
Akteure der Kaperei heißen Freibeuter oder Kaperer bzw. Kaperfahrer. Daneben existieren kontextabhängige Bezeichnungen wie Korsar, Bukanier und Flibustier.
Die Kaperei ist von der Piraterie zu unterscheiden. Der Pirat handelt ungesetzlich und eigenmächtig, indem er selbst entscheidet, welches Schiff welcher Nation er angreift und indem er frei über seine Beute verfügt.

## Schlüsselbegriffe und Etymologie
Kapern ist ein Lehnwort aus dem Friesischen, das über die niedersächsische Sprache und das Niederländische in die deutsche Sprache gelangte. Es ist abgeleitet von kapia (kaufen), vielleicht auch von kapen (Ausschau halten, auflauern) oder vom lateinischen capere (fangen).
Freibeuter leitet sich von mittelniederdeutsch vrībūter in derselben Bedeutung ab.
Korsaren ist eine Entlehnung der romanischsprachigen Bezeichnung für Kaperfahrer (französisch corsaire, provenzalisch corsari, spanisch corsario, italienisch corsaro). Im engeren Sinne wurden die im Mittelmeer beheimateten muslimischen Kaperfahrer so bezeichnet (z. B. Barbaresken-Korsaren und Malteser Korsaren). Die Eigenbezeichnung französischer Freibeuter lautete ebenfalls Korsar (französisch corsaire). Letztlich reicht der Begriff Korsar auf das lateinische Wort cursus zurück: Es kann „Lauf“, aber auch „Streifzug“ oder „Beutezug“ bedeuten. Entsprechend ist lateinisch cursor mit „Läufer“ übersetzbar, aber auch mit „Streifzügler“ oder „Beutemacher“.
Der Begriff Husar, der in seiner ursprünglichen Bedeutung über Land ziehende (räuberische) Streifzügler bezeichnet, leitet sich ebenfalls von cursus ab.
Eine spätere Volksetymologie brachte die Korsaren fälschlich mit der Insel Korsika in Verbindung.

## Rechtlicher Status
Unter Umständen wurde als formale Grundlage ein Kaperbrief ausgestellt. Der Kaperbrief war ein Dokument, das eine Regierung einem Privatmann ausstellte, der dadurch zur Kaperfahrt berechtigt wurde. Dies bedeutet, dass der Kaperkapitän das Recht bzw. den Auftrag hatte, Schiffe einer bestimmten oder mehrerer Nationen aufzubringen (durch Kapern bzw. Enterung oder Versenkung). Der Kaperer handelte dabei offiziell im Auftrag des ausstellenden Staates. Das gewährte ihm, zumindest von Seiten des ausstellenden Staates, Rechtsschutz, etwa, indem er in den Häfen der ausstellenden Nation frei anlegen konnte und nicht als Seeräuber belangt wurde. Im Gegenzug musste der Kaperkapitän einen Teil der Beute, der sogenannten Prise, an den ausstellenden Staat abführen. An Bord wurde der Beuteanteil oder der Erlös daraus, das Prisengeld, nach einem festgelegten Schlüssel verteilt.
Die Ausstellung von Kaperbriefen war häufig, aber nicht grundsätzlich, an das Vorliegen eines offiziellen Kriegszustandes geknüpft. Kriegführende Nationen erkannten die Kaperbriefe des Gegners in der Regel an und behandelten gefangene Kaperfahrer entsprechend dem damaligen Völkerrecht. Anders lag der Fall in Friedenszeiten: Mittels Kaperunternehmungen konnte, auch im Frieden, ein militärisch überlegener Konkurrent dank eines verdeckten Handelskriegs geschädigt werden. Der Auftraggeber negierte offiziell jede Beteiligung an den Operationen seines Kaperfahrers, unterstützte oder dirigierte ihn aber insgeheim. Dem Kaperfahrer wurde dann seitens des Gegners die Anerkennung des Kaperbriefs und damit der Kombattantenstatus verweigert; bei Gefangennahme drohte dem Freibeuter die Aburteilung und Bestrafung als gewöhnlicher Seeräuber. Ein prominentes Beispiel war der von den Spaniern als Pirat geächtete Sir Francis Drake, der seinen Verfolgern aber stets entkam. Eine Strafverfolgung seitens des eigenen Auftraggebers riskierte allerdings jener Kaperfahrer, der nicht anhand der erbeuteten Schiffspapiere nachwies, dass er keine Schiffe neutraler oder gar befreundeter Nationen aufgebracht hatte. So geschehen dem schottisch-englischen Freibeuter und als „Pirat“ gehenkten William Kidd, dem das Aufbringen der von einem englischen Kapitän befehligten Quedagh Merchant zum Verhängnis geworden war.

## Geschichte

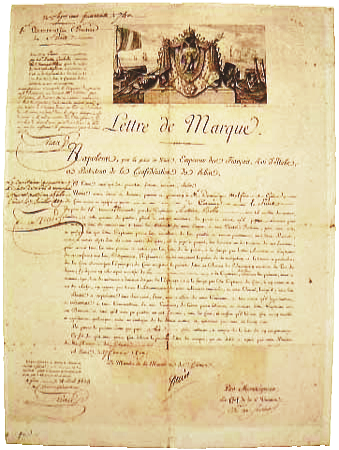
Französischer Kaperbrief, ausgestellt am 27. Februar 1809 auf den Ausrüster des 15-Tonnen-Schiffs Furet, später übertragen auf den Kapitän

Kaperbriefe entstanden im 12. Jahrhundert im Zuge der Regelung des bis dahin praktisch rechtsfreien Zustands auf See. Bis ins 19. Jahrhundert blieb die Kaperei ein akzeptierter Teil der Seekriegsführung. Mit dem Kaperbrief wurde „Seekriegsführung im Auftrag“ von Piraterie abgegrenzt. Teilweise nutzten Kaperkapitäne aber den Kaperbrief aus, um nebenbei Piraterie zu betreiben.
Kaperschiffe operierten in erster Linie gegen Handelsschiffe. Typische weitere Aktionen eines Handelskriegs waren die Eroberung, Plünderung und Zerstörung feindlicher Hafenstädte sowie die Blockade von Schifffahrtsrouten.
Kaperbriefe wurden insbesondere dann ausgestellt, wenn Staaten kurzfristig ihre Seemacht verstärken wollten oder auch nur Geld brauchten. Ein typisches Beispiel ist das elisabethanische England, das, sogar in Friedenszeiten, Kapitäne wie Francis Drake und andere anwarb, um Spanien zu schwächen. Zudem dienten die Einnahmen zum Ausbau der damals noch kleinen englischen Kriegsflotte. Ein weiterer Effekt war, dass England mittels der ausgestellten Kaperbriefe nautisch hochqualifizierte Kapitäne anderer Nationen an sich band. Fallweise konnten mittels der Vergabe von Kaperbriefen an bekannte Piraten diese von Angriffen auf eigene Schiffe abgehalten werden.
Kaperbriefe wurden insbesondere von Großbritannien, Frankreich, den Hansestädten und den USA ausgestellt. Die Verfassung der Vereinigten Staaten (Artikel 1, Sektion 8) weist die Kompetenz zur Ausstellung von Kaperbriefen ausdrücklich dem Kongress zu. Die legale Kaperei im Unabhängigkeitskrieg Nordamerikas kostete England mutmaßlich den Gegenwert von sechs Millionen Dollar an Handelsgütern. 1812 liquidierten 500 US-Kaperschiffe 13 Prozent des britischen Seehandels.
Die Ausstellung von Kaperbriefen wurde international 1856 durch die Deklaration von Paris geächtet. Die USA, Spanien und Mexiko schlossen sich dieser Seerechtsdeklaration nicht an, im Fall der USA allerdings, weil sie eine weitergehende vollständige Abschaffung des Beuterechts wollten, was wiederum an Großbritannien scheiterte. Die Deklaration bedeutete nämlich nicht das Ende der Seekriegsführung gegen Handelsschiffe. Das Prisenrecht war von nun an lediglich auf reguläre Kriegsschiffe beschränkt.
Noch heute hat der Kongress der Vereinigten Staaten gemäß der Verfassung das Recht (nach Abzeichnung durch den Präsidenten der Vereinigten Staaten), Kaperbriefe auszustellen, hiervon wurde zuletzt 1815 Gebrauch gemacht.

## Regionale und nationale Besonderheiten
- Vitalienbrüder: im 14. Jahrhundert in Nord- und Ostsee tätige Blockadebrecher, Freibeuter und Piraten
- Wassergeusen: während des Achtzigjährigen Krieges (1568–1648) gegen die Spanier kämpfende niederländische Freibeuter
- Bukaniere: im 17. und frühen 18. Jahrhundert in der Karibik (bevorzugt Hispaniola, Tortuga, New Providence, Santo Domingo, Jamaika) beheimatete, ethnisch heterogene Jäger- und Seefahrergemeinschaften. Anfangs französisch (häufig Hugenotten), dann englisch dominiert, doch immer mit einem namhaften französischen und niederländischen Anteil sowie entlaufenen Sklaven. Mit wechselnder Loyalität als staatlich legitimierte Freibeuter vor allem gegen Spanien tätig, aber auch als eigenmächtig handelnde Piraten gegen Kauffahrer aller Nationen.
- Flibustiere: zeitlich mit den Bukanieren aufkommende, wie diese in der Karibik ansässige und operierende ethnisch gemischte Seefahrergemeinschaften, jedoch französisch dominiert. Ebenfalls meist gegen Spanien agierend. Bald kaum noch von den Bukanieren unterscheidbar und darum begrifflich teils synonym benannt. Mit den Flibustieren und diversen Piraten formierten sie eine lose Koalition, genannt die „Küstenbrüder“ (engl. Brethren of the Coast, frz. Frères de la côte)
- Korsaren: ursprüngliche die vorwiegend im Mittelmeer operierenden Barbaresken-Korsaren, vor allem im 17. und 18. Jahrhundert aber auch die von Frankreichs Küsten aus agierenden Freibeuter. In der französischen Sprache wird der Begriff corsair allgemein als Bezeichnung für Kaperfahrer aller Nationen verwendet

## Bekannte Kaperfahrer und Kaperschiffe

### Deutschland
- Klaus Störtebeker  (um 1360–1401), Gödeke Michels († 1401) und Magister Wigbold († 1401), als einige der Anführer der Vitalienbrüder während des dänisch-mecklenburgischen Konflikts im späten 14. Jahrhundert
- Paul Beneke (* um 1440; † um 1480), Hansisch-Englischer Krieg (1469–1474)

### England
- Sir Francis Drake (um 1540–1596), auf der Galeone Golden Hinde, im englisch-spanischen Konflikt ab 1585, im Rahmen des Achtzigjährigen Krieges, vorher Piraterie unter Duldung der englischen Krone
- Sir Walter Raleigh (1552 oder 1554–1618), im englisch-spanischen Konflikt ab 1585, im Rahmen des Achtzigjährigen Krieges, als Reeder, betrieb persönlich keine Kaperei
- Sir Henry Morgan (um 1635–1688), zeitweiliger Anführer der Bukaniere, später Vizegouverneur von Jamaika und Piratenjäger
- Alexandre Olivier Exquemelin (* um 1645; † um 1707), Bukanier und Schriftsteller
- Woodes Rogers (um 1679–1732), zuletzt Gouverneur der Bahamas und Piratenjäger
- Benjamin Hornigold (1680–1719), kurzzeitig Pirat, schließlich Piratenbekämpfer

### Frankreich
- Jean Baptiste du Casse (1645–1715), Sklavenhändler, Korsar und Seeoffizier. Als Gouverneur von Saint-Domingue (Haiti) zeitweilig Anführer der Flibustier, doch auch Piratenjäger
- Jacques Cassard (1679–1740), Korsar und Seeoffizier
- François l’Olonnais (um 1639 bis etwa 1669), Bukanier
- Jean Bart (1650–1702), Korsar, dann Seeoffizier
- Claude de Forbin (1656–1733), Korsar, dann Seeoffizier
- René Duguay-Trouin (1673–1736), Korsar, dann Seeoffizier
- Robert Surcouf (1773–1827), Korsar, kurzzeitig auch Seeoffizier, zuletzt Reeder

### Italien
- Giuseppe Bavastro (1760–1833), aus der Republik Genua stammender Korsar in Diensten Napoleons, dann Abenteuer, zuletzt Beamter unter Frankreichs „Bürgerkönig“ Louis-Philippe I.

### Spanien
- Amaro Pargo (1678–1747), Sklavenhändler und Korsar
- Antonio Riquer Arabí (1773–1846), auf Ibiza beheimateter Korsar und Seeoffizier

### „Falsche“ Kaperfahrer
Fälschlicherweise werden manchmal Piraten, Seeoffiziere bzw. Kriegsschiffe, die Handelskrieg führten, als Kaperfahrer bezeichnet z. B.:
- Andrea Doria (1466–1560), „Graue Eminenz“ Genuas und Admiral in wechselnden, zuletzt kaiserlichen Diensten
- Piet Pieterszoon Heyn (1577–1629), Admiral der niederländischen Westindien-Kompanie (WIC), Achtzigjähriger Krieg
- Jean Laffite (* um 1780–1826), französischer Pirat, Sklavenhändler und Schmuggler; kämpfte aber in der Schlacht von New Orleans (1815) aufseiten der Amerikaner gegen die Briten
- Graf Luckner (1881–1966), (genannt „Seeteufel“) auf dem Hilfskreuzer Seeadler, im Ersten Weltkrieg
- Nikolaus Graf zu Dohna-Schlodien (1879–1956), Kommandant des Hilfskreuzers Möve, im Ersten Weltkrieg
- Leichter Kreuzer Emden (Deutschland), im Ersten Weltkrieg
- der deutsche Hilfskreuzer Pinguin, im Zweiten Weltkrieg